# Nepenthes Mensae
Nepenthes Mensae  est la plus grande mensa, montagne tabulaire, de Mars. C'est une région accidentée dans l'hémisphère oriental martien du quadrangle d'Amenthes sur la zone de transition des hautes et basses terres à la frontière de la dichotomie crustale martienne.Elle comprend des deltas fluviaux, des montagnes tabulaires et collines variant notablement en hauteur.

## Désignation
L'Union Astronomique Internationale a validé le nom de Nepenthes Mensae en 1976. La majorité des noms de mensae martiens proviennent de la carte de Mars d'Eugène Antoniadi répertoriant les régions par albedo classique. Nepenthes est le nom en grec ancien d'une boisson qui dissipe le chagrin surnom d'une plante égyptienne.

## Époques de formation
Nepenthes Mansae s'est formé à l'époque du Noachien supérieur à l'Hespérien inférieur avec une possible activité fluviatile à l'Amazonien inférieur.

## Géologie

### Intérêt géologique et géomorphologique
Nepenthes est sur la zone de transition qui présente par ses contrastes un intérêt géologique et géomorphologique. Il a été façonné depuis le Noachien tardif jusqu’à maintenant par le volcanisme, le processus tectonique de compression et d'extension et l'ancienne activité hydraulique fluviale et maritime.

### Cartographie
Nepenthes Mensae est le plus grand mensa de Mars, sa longueur est de 2176 km. Il se situe dans l'hémisphère oriental de Mars, au nord de la dichotomie crustale entre les hautes terres de Terra Cimmeria et les basses plaines de Nepenthes Planum au nord ouest du cratère Gale,.  Les photographies de Nepenthes Mensae prises en 2008 par l'orbiteur Mars Express de l'ESA révèlent des deltas fluviaux notamment dans la partie sud un delta fluvial où la hauteur des collines environnantes varient notablement. Ces deltas fluviaux martiens ont été comparés aux deltas terriens similaires, ces travaux devraient favoriser la compréhension des processus hydrologiques conduisant à la formation des deltas de Nepenthes Mensae ainsi que l’éventuelle nappe d’eau dans les basses terres,.

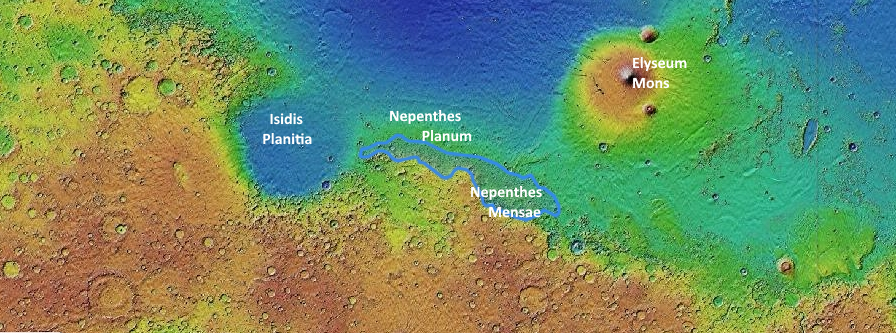
Nepenthes Mensae

### Hydrologie
L'eau liquide a fortement contribué à l'évolution de Nepenthes Mensae. Des travaux géomorphologiques ont révélé des caractéristiques fluviales et côtières d'une ancienne mer. Les scientifiques ont identifié deux épisodes d'inondation probablement liés à des processus tectoniques. Un premier épisode avec dépôt en forme de cône dans les basses terres et un deuxième épisode créant le cône avec sa marge. Un article scientifique sur la reconstruction de paléolacs de cette région, publiée par Elsevier suggère que les formes probables analogues à des deltas et rivières fossilisés terrestres peuvent être attribués "à des paléorivages développés le long des marges d'une ancienne mer intérieure ou de paléolacs interconnectés",.

## Galerie

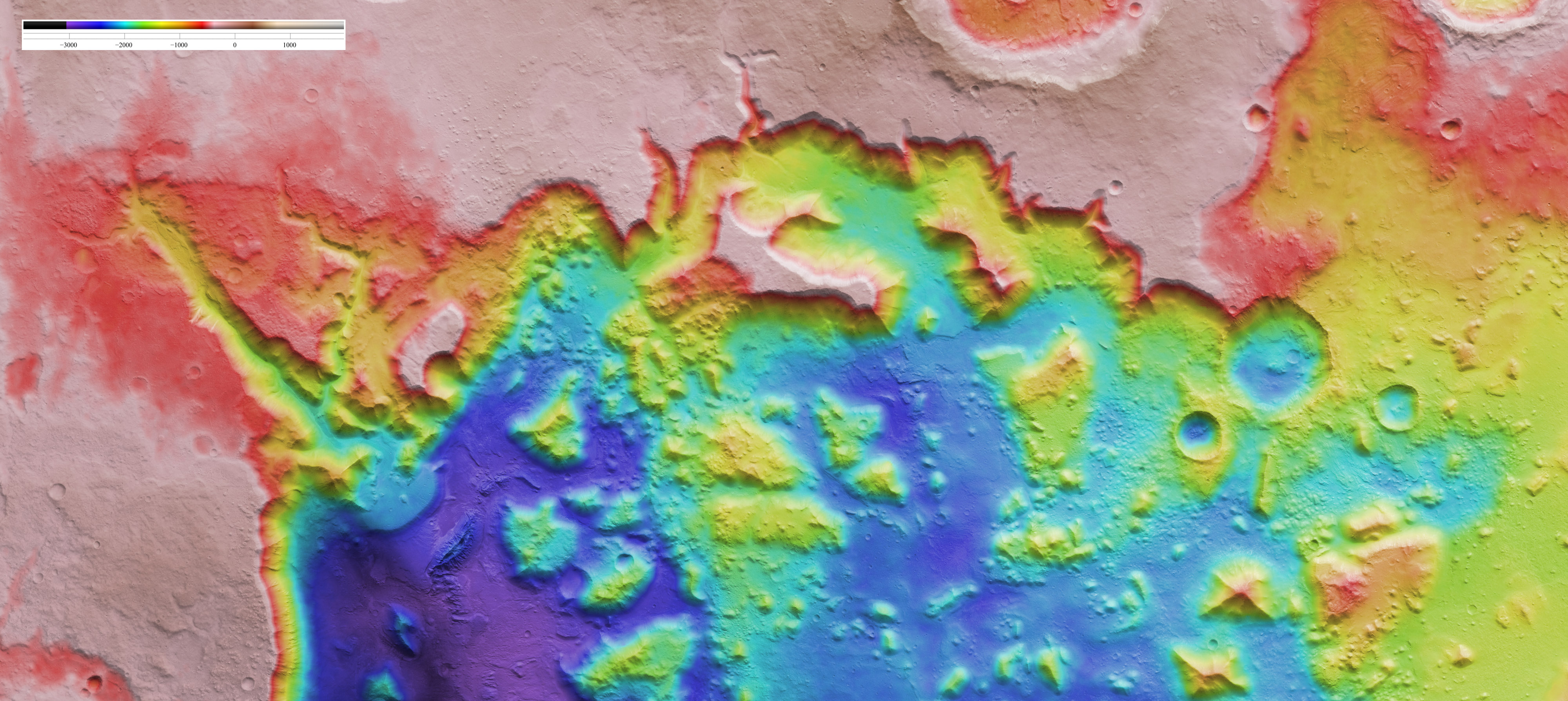
Delta fluvial imagé par HRSC de l'orbiteur Mars Express le 22 janvier 2008.
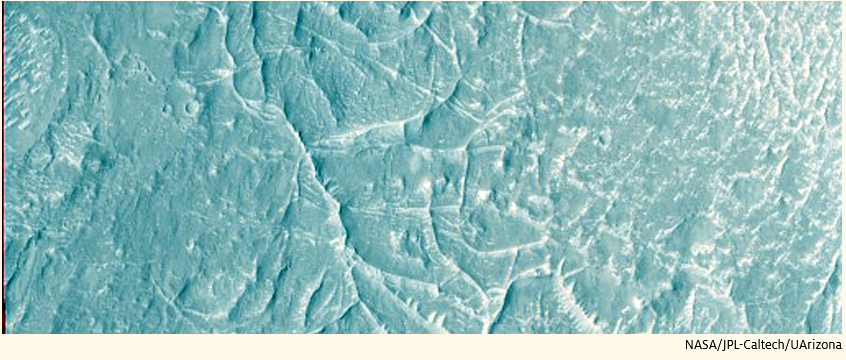
Crêtes dans la région de Nepenthes Mensae images par la caméra HiRISE
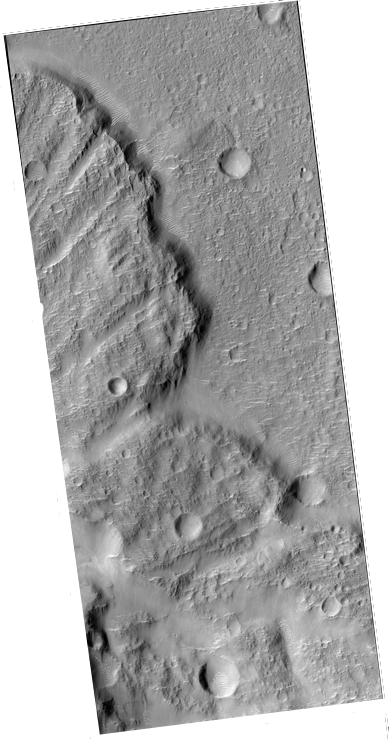
Lobe à marge abrupte dans Nepenthes Mensae